# Clelea nigroviridis
Clelea nigroviridis es una especie de polilla de la familia Zygaenidae.
Fue descrita científicamente por Elwes en 1890.